# Église de la Sainte-Trinité de Blagaj
Pour les articles homonymes, voir Église de la Sainte-Trinité.
L'église de la Sainte-Trinité est située en Bosnie-Herzégovine, sur le territoire du village de Blagaj et sur celui de la ville de Mostar. Construite en 1908, elle est inscrite sur la liste des monuments nationaux de Bosnie-Herzégovine.